# 스탈린이 죽었다!
《스탈린이 죽었다!》(영어: The Death of Stalin)는 2017년 개봉한 정치 풍자, 코미디 영화이다. 아르만도 이아누치가 감독과 공동각본을 맡았으며, 파비앙 누리와 티에리 로빈의 그래픽 노블 La mort de Staline 이 영화의 원작이다. 2017 토론토 국제 영화제에서 전 세계 최초 상영되었다.

## 출연

### 주연
- 스티브 부세미 - 니키타 흐루쇼프 역
- 사이몬 러셀 빌 - 라브렌티 베리야 역
- 패디 콘시딘 - 유리 안드레예프 역
- 루퍼트 프렌드 - 바실리 스탈린 역
- 제이슨 아이삭스 - 게오르기 주코프 역
- 마이클 폴린 - 뱌체슬라프 몰로토프 역
- 안드레아 라이즈보로 - 스베틀라나 스탈리나 역
- 올가 쿠릴렌코 - 마리야 유디나 역
- 제프리 탬버 - 게오르기 말렌코프 역

### 조연
- 애드리언 맥로글린 - 이오시프 스탈린 역
- 리처드 블레이크 - 아나톨리 타라소프 역
- 실베스트라 르 토젤 - 니나 흐루쇼바 역
- 다이아나 퀵 - 폴리나 몰로토파 역
- 폴 차히디 - 니콜라이 불가닌 역
- 더모트 크로울리 - 라자리 카가노비치 역
- 제임스 배리스케일 - 클리멘트 보로실로프 역
- 리로이 머리 - 알렉산드르 바실렙스키 역
- 대니얼 펀 - 이반 코네프 역
- 루크 드실바 - 키릴 모스칼렌코 역
- 데이브 왕 - 저우언라이 역
- 조나단 아리스 - 메즈니코프 역
- 톰 브룩 - 세르게이 역
- 니콜라스 우더슨 - 보리스 브레스나비치 역
- 저스틴 에드워즈 - 스파르타크 소코로프 역
- 폴 화이트하우스 - 아나스타스 미코얀 역
- 로저 애슈턴그리피스 - 지휘자 역
- 제럴드 레프코프스키 - 레오니트 브레즈네프 역
- 앤디 게더굿
- 다니엘 투이트
- 카라 호갠 - 리디야 역
- 준 왓슨 - 마트료나 역

## 기타
- 원작자: 파비앙 누리
- 원작자: 티에리 로빈
- 미술: 크리스티나 카살리
- 세트: 샤롯 왓츠
- 특수효과: 닐 챔피온
- 시각효과: 로날드 그로어
- 의상: 수지 하먼
- 배역: 사라 크로우